# 아무도 모를꺼야
아무도 모를꺼야는 1977년 공개된 대한민국의 영화이다.

## 배역
- 임예진
- 이승룡
- 전양자
- 김현